# Karaköprü, Muş
Karaköprü là một xã thuộc thành phố Muş, tỉnh Muş, Thổ Nhĩ Kỳ. Dân số thời điểm năm 2011 là 2.35 người.